# Proyecto ACROSS
ACROSS es un proyecto Singular de Carácter Estratégico liderado por Treelogic cofinanciado por el Ministerio de Industria, Turismo y Comercio de España dentro del programa Avanza I+D. Se trata de un proyecto iniciado en 2009 y que finaliza en 2011.
El proyecto ACROSS tiene por objetivo incorporar robots de servicios en escenarios sociales que se anticipen a las necesidades de los usuarios mejorando la comunicación y empatía entre personas y robots. Las características económicas y temporales del proyecto ACROSS lo convierten en el uno de los proyectos más ambicioso basados en Robótica Social y de Servicios que se desarrolla en España.
El principal reto que asume ACROSS es crear sistemas inteligentes, capaces de auto-reconfigurarse y modificar su comportamiento de forma autónoma mediante capacidad de comprensión, aprendizaje y acceso a software remoto.
Con el objetivo de proporcionar un marco abierto de colaboración entre empresas, universidades, centros de investigación y la Administración, el proyecto ACROSS se apoya en la filosofía de generación de software Open Source. Este hecho garantiza la continua evolución del sistema ACROSS a partir de la integración de nuevos agentes tecnológicos.
Se consideran tres niveles de interacción según su grado de complejidad: robots monitorizados directamente por el usuario, robots utilizados como herramienta tecnológica y robots dotados de una interacción avanzada adaptada completamente al comportamiento del usuario. ACROSS tiene aplicación directa en tres escenarios sociales correspondientes a:
- Vida Independiente: robots utilizados como ayuda tecnológica en tareas cotidianas para colectivos con diversidad funcional.
- Psicoafectividad: cuyo objetivo es mitigar el deterioro de habilidades cognitivas en personas con problemas psicoafectivos (principalmente trastornos del espectro autista).
- Marketing: interacción amigable entre robots y personas con un fin lúdico y/o publicitario.

## Miembros colaboradores
- Treelogic
- Alimerka
- Bizintek
- Universitat Politécnica de Catalunya
- Universidad de Deusto
- European Centre for Soft Computing
- Fatronik - Tecnalia
- Fundació Hospital Comarcal Sant Antoni Abat
- Fundación Pública Andaluza para la Gestión de la Investigación en Salud de Sevilla, Hospitales Universitarios "Virgen del Rocío" de Sevilla
- m-BOT
- Omicron Electronic
- Universidad de Extremadura:  RoboLab
- Verbio Technologies